# Shauna Grant
Shauna Grant, nome artístico de Colleen Marie Applegate, (Bellflower, Califórnia, 30 de maio de 1963 — Palm Springs, 23 de março de 1984) foi uma atriz pornográfica norte-americana.

## Biografia
Criada na pequena localidade de Farmington, Minnesota, saiu de casa aos dezoito anos rumo à Califórnia. Com seu jeito de garota típica americana, logo apareceu em revistas como Hustler e Penthouse, o que facilitou sua entrada nos filmes pornô.
Apesar de sua beleza, teve dificuldade em começar o trabalho devido seu vício em cocaína e sua falta de "entusiasmo" durante cenas do sexo. Em 1983, deixou a indústria de filmes pornô, com menos de um ano e por volta de 30 filmes.
Mesmo fora do universo erótico, seu vício teve um efeito devastador em sua vida. Seu namorado, um traficante de cocaína chamado Jake Erlich, deu-lhe um trabalho em uma loja de materiais em couro que possuía. Quando foi preso com cargas de drogas, Shauna retornou aos filmes adultos.
Em 23 de março de 1984, aos 20 anos, Shauna comete suicídio com um rifle calibre 22, pouco antes de sete horas ela se deitou, colocou a arma na horizontal contra a sua cabeça e puxou o gatilho. O tiro atravessou sua têmpora direita, a esquerda e para a parede do quarto, de acordo com relatórios da polícia. A arma estava tão perto da cabeça de Shauna que praticamente o tiro deixou buracos em forma de estrela em sua têmpora. Sua morte deixou a indústria em choque. Muitos que a conheciam, incluindo seus pais, insistiram que ela foi assassinada. Alguns, entretanto, afirmaram que ela já havia tentado suicídio antes de deixar Farmington, com o intuito de afirmar que ela uma garota com problemas. A carreira e morte de Shauna foram adaptados para um filme feito para a TV, chamado Shattered Innocence, um filme que pouco lembra o que realmente aconteceu.

## Filmografia parcial
- Young Like It Hot (1983)
- Virginia (1983)
- Swedish Erotica # 45 (1983)
- Suzie Superstar (1984)
- Summer Camp Girls (1983)
- Glitter (1983)
- Flesh & Laces (1983)
- Electric Blue # 11 (1984)
- Bad Girls # 4 (1986)
- All American Girls In Heat (1983)
- Suburban Lust (Gourmet Video)

## Prêmios e indicações

### XRCO (X-Rated Critics Organization)
- Hall da Fama[1]

### Outros
- 1984: AFAA Award – Indicada como Melhor Atriz por Suzie Superstar e Virginia[2]
- 1984: AFAA Award – Indicada como Melhor Atriz Coadjuvante por Flesh and Laces: Part II e Flesh and Laces[2]